# Juksan-myeon, Gimje
Juksan-myeon (koreanska: 죽산면)  är en socken i den sydvästra delen av Sydkorea,  200 km söder om huvudstaden Seoul.  Den ligger i kommunen Gimje i provinsen Norra Jeolla. 